# Chưng cất phân đoạn
Chưng cất phân đoạn là một trong những phương pháp kinh điển dùng để tách các chất bay hơi ra khỏi một hỗn hợp dựa vào sự khác biệt nhiệt độ sôi của các chất trong hỗn hợp. Quá trình chưng cất có thể thực hiện ở áp suất khí quyển hay áp suất giảm. Phương pháp chưng cất phân đoạn được thực hiện với những bình cất có lắp cột phân đoạn và thường được nối với máy hút chân không để giảm nhiệt độ chưng cất, giảm ảnh hưởng tới các chất nhạy cảm với nhiệt độ. Nhiệt độ và áp suất được theo dõi trong quá trình chưng cất. Phương pháp này thường áp dụng để tách các chất thành phần của tinh dầu.